# 火影忍者 木葉的忍者英雄們3
《火影忍者 木葉的忍者英雄們3》為CyberConnect2開發、萬代最初在2005年於PlayStation 2遊戲主機平臺上所發行的一款格鬥遊戲，為《火影忍者 木葉的忍者英雄們2》的續作。原著漫畫《火影忍者》於集英社發行，漫畫家岸本齊史所著。

## 遊戲內容
主要為單人自由行模式、單人劇情模式、對戰模式、對戰練習模式。
單人自由行模式與以往二款作品的單人劇情模式不同地方於，此代單人自由行模式將是由3D的自由行角度來遊玩（以往2D橫向卷軸或縱向卷軸的方式進行移動），該模式穿差各種小型支線任務以及主線任務，其中對戰隱藏人物可從中獲得。
單人劇情模式是系列作品首次以「篇」的一線路玩法方式詮釋主線來進行遊玩，劇情故事由漫畫、動畫火影忍者的初始劇情開始，直至火影忍者第一部結尾，主打從宇智波佐助奪還篇開始，到終結之谷對決 。歷其中對戰隱藏人物可從中獲得。
對戰模式可選擇一至二人的對戰，單人對戰模式可與電腦NPC對戰。雙人對戰模式之下，可以二位玩家進行對戰。
對戰系統新增雙方絕招忍法互打的「相殺模式」（即為雙方同時絕招互相碰撞來形成相殺忍術的局面，屆時螢幕下方則會出現按鍵連續打擊計次器，雙方要不斷地連打螢幕上所指定的按鍵，由最多連續打擊按鍵的玩家獲勝，獲勝方則可以突破戰敗方的絕招進行攻擊，而戰敗方必須受到獲勝方的絕招攻擊而損血。
對戰系統的奧義演武由《火影忍者 木葉的忍者英雄們》以及《火影忍者 木葉的忍者英雄們2》的「三段式動畫·奧義」，將被改成血量制的奧義演武（奧義演武影片將只有一段），由血量的多寡來決定奧義演武的招式影片以及招式威力。
對戰系統另外新增「型態變化」的對戰玩法，特定的對戰角色於紅血奧義結束時，可獲得永久的型態變化，而此型態變化將獲得超能的絕招以及動作，例如：鳴人的九尾狀態（單條尾巴）、佐助的咒印狀態2（擁有手形狀的雙翅膀）、「音之五人眾」的狀態2型態、小李的酒醉拳狀態 等...
此代共計有42位角色可供使用，比上一款作品的33位角色多出9位角色可供使用，此代也是玩家首次可以在對戰模式使用到歷代火影級忍者（初代火影至四代火影將可以於對戰使用）。

## 接續作品
- 《火影忍者 疾風傳 終極覺醒》

## 外部連結
- 日本官方網站 （页面存档备份，存于）